# Leucipo (hijo de Jantio)
En la mitología griega, Leucipo (Λεύκιππος) era un gran cazador, hijo de Jancio (Ξάνθιος) y descendiente, por tanto, de Belerofonte. Por una afrenta que hizo a la diosa Afrodita, ésta hizo que se enamorara de su propia hermana. Al principio intentó contenerse, pero fue preso de una pasión tal que juró a su madre que se traspasaría con su espada si no le ayudaba a satisfacer sus deseos. Afrodita le ayudó a consumar el incesto haciendo que su hermana también se enamorara de él, y vivieron felices en su amor recíproco hasta que el prometido de su hermana, sospechando de su infidelidad, acudió a su suegro para pedirle ayuda y sorprender a los dos amantes in fraganti. Éste entró en la alcoba de su hija y la hirió mortalmente, al haberla confundido con su amante. En medio del alboroto, Leucipo, que estaba escondido, mató en la oscuridad al desconocido atacante y, al descubrir que el muerto era su padre, se desterró a la isla de Creta y huyó después a Asia Menor, donde fundó la ciudad de Cretineo, cerca de Mileto. Leucófrie, hija del rey Mandrólito, se enamoró de él mientras asediaba la ciudad de su padre, y por amor traicionó a su pueblo y le ayudó a conquistar su ciudad.